# Módulos de respeto
Módulos de respeto es un programa de tratamiento penitenciario enmarcado en el campo de la psicología de la organización desde una perspectiva cognitivo conductual. Se basa en un sistema de organización de la vida en prisión.  Se plantea como objetivo general la consecución de un clima social normalizado para posibilitar el desarrollo de programas específicos de intervención sobre las áreas carenciales de los internos. Es un programa de intervención en valores, hábitos y actitudes.

## Historia y fundamentos
El sistema se implantó en 2001 en el Centro Penitenciario de León y desde 2005 se ha extendido a todos los centros penitenciarios dependientes de la Secretaría General de Instituciones Penitenciarias del Ministerio del Interior. Su autor, Esteban Belinchón Calleja, parte de la constatación de la influencia del grupo informal en la conducta del individuo, en la línea de lo descrito por Elton Mayo en sus experimentos del Hawthor. Establece un sistema de organización de la vida penitenciaria basado en la organización en grupos,
que se han descrito como “grupos de presión positiva”. La participación de los internos en este programa es voluntaria. Los instrumentos esenciales del programa, junto con el trabajo en grupo son la evaluación y los sistemas de participación de los residentes.
Actualmente el programa se ha implantado en la práctica totalidad de los centros penitenciarios de España. En Francia , además de implementarlo en varios centros, se han llevado a cabo diversos estudios y publicaciones. Estaban Belinchón Calleja, el creador del programa, ha sido galardonado con las medallas de plata y oro al mérito penitenciario.

## Dinámica y funcionamiento
Todos los usuarios del programa son evaluados diariamente según el grado de cumplimiento de la normativa, que regula cuatro áreas de intervención: el área personal, el área de asunción de responsabilidades comunitarias, el área de relaciones interpersonales y el área de actividades programadas. Las actividades son planificadas por un equipo de profesionales en el que se integran psicólogos, educadores, trabajadores sociales, juristas y funcionarios del módulo. Los internos tienen planificado todo su tiempo, incluyendo tiempos de ocio y descansos.
Los grupos de internos son esencialmente grupos de tareas y de apoyo. Las tareas de mantenimiento del departamento son repartidas cada semana entre los diferentes grupos en función de suma de las evaluaciones de todos sus integrantes. Existen diferentes puestos que son asumidos por los internos según criterios establecidos por los terapeutas en función de los objetivos grupales que se plantean. Cada grupo cuenta con un interno responsable, que se encarga de repartir trabajos, representar al grupo y servir de apoyo y mediación a los otros miembros.
Un elemento esencial son los órganos de participación de los internos. El más relevante es la asamblea  que tiene lugar todos los días a primera hora, antes del inicio de actividades y es dirigida por un educador, psicólogo o trabajador social. Otros instrumentos de participación son la comisión de convivencia, la de acogida y la reunión semanal de responsables.